# Ruby pipeline
Ruby pipeline — газопровід напрямку схід — захід, що зв'язує газові хаби Опал (штат Вайомінг) та Малін (штат Орегон).
На початку 2010-х басейни Скелястих гір давали п'яту частину видобутку природного газу в США. Розташований у басейні Грейт Грін Рівер хаб Опал забезпечує з'єднання між трубопровідними мережами Wyoming Interstate Company і Colorado Interstate Gas, які обслуговують численні газопромислові райони цих штатів, та рядом газопроводів на схід (Rockies Express), південний захід (Kern River) та захід. В останньому випадку транспортування блакитного палива забезпечує газопровід Ruby pipeline, введений в експлуатацію у 2011 році. Він проходить через північні частини штатів Юта і Невада до Малін в Орегоні, куди зокрема під'єднана одна з потужних каліфорнійських мереж California Gas Transmission Company (раніше Pacific Gas & Electric Company). Ruby pipeline має довжину 680 миль, виконаний із труб діаметром 1050 мм, а його пропускна здатність становить до 15 млрд м3 на рік.
В 2014 році 50 % участі в газопроводі придбала канадська компанія Veresen, що намагається просунути проект заводу із зрідження природного газу Джордан Коув на узбережжі Орегону. Це повинне забезпечити подачу необхідного ресурсу від хабу Малін до майбутнього експортного терміналу через проектний газопровід Pacific Connector Gas Pipeline.